# Zvi Mazel

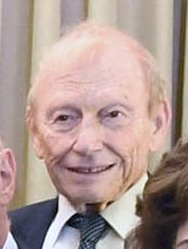
Zvi Mazel

Zvi Mazel, född 4 mars 1939 i Bnei Brak i Brittiska Palestina, är en israelisk pensionerad diplomat. Han har tidigare arbetat på Israels ambassader i Antananarivo, Paris och Kairo, och var Israels ambassadör i Rumänien, Egypten och från 2002 i Sverige. Mazel är nu pensionär och bor i Jerusalem där han är aktiv inom den israeliska organisationen JCPA (Jerusalem Centre for public Affairs) med nära kopplingar till den israeliska bosättarrörelsen.
Han har förekommit i nyheterna ett antal gånger. En gång uppgav han att den svenska ärkebiskopen KG Hammar "antagligen var antisemit"  och han har också sagt att utrikesminister Anna Lindhs kritik av Israels brott mot folkrätten inte kunde tolereras. Därutöver har han hävdat att det i Sverige förekommer "dagliga uppviglingar i media [för att få människor] att döda judar" .
Internationellt är han nog mest känd för att ha vandaliserat konstverket Snövit och sanningens vansinne i januari 2004. Konstverket var en del av utställningen Making Differences av verk av den israelisk-svenske konstnären Dror Feiler. Mazel framförde till Feiler att det inte var fråga om ett konstverk utan ett uttryck för hat mot det israeliska folket och att verket hyllade en självmordsbombare.  Israels premiärminister Ariel Sharon sade senare att han stödde Zvi Mazels agerande.
I sin nuvarande roll för JCPA har han uppmärksammats för att ha anklagat Sverige för att sakna pressfrihet och påstått att alla större svenska tidningar i hemlighet kontrolleras av socialdemokraterna.
Zvi Mazel blev också känd för sin kontakt med dåvarande pastorn och senare huvudpersonen i Knutbydramat Helge Fossmo som Mazel ansåg var en föredömlig svensk Israel-vän. Även om kontakten ägde rum innan morden i Knutby var kontakten uppseendeväckande då Fossmo redan då var en mycket ifrågasatt person inom svensk frikyrkorörelse.
Zvi Mazel efterträddes av Eviatar Manor som ambassadör i Sverige, som i sin tur efterträddes av Benny Dagan 2008. Dagan efterträddes 2012 av Isaac Bachman. Från och med 2017 innehas ambassadörsposten av Ilan Ben-Dov.